# Spiroctenus armatus
Spiroctenus armatus là một loài nhện trong họ Nemesiidae.
Spiroctenus armatus được miêu tả năm 1913 bởi Hewitt.